# 烏茲別克國家足球隊
烏茲別克國家足球隊是烏茲別克的國家足球代表隊，由烏茲別克足球協會管理，現時屬於国际足球联合会及亞洲足球協會成員國之一。

## 歷史
烏茲別克足球隊在1991年蘇聯解體後才獨立參與國際性賽事，他是中亞五個前蘇聯國家中，足球實力最強的。烏茲別克獨立不久，足球隊已奪得1994年亞運會足球比賽的冠軍。
烏茲別克首次參加世界杯是參與1998年世界盃外圍賽，雖至今連續七屆在外圍賽出局，但烏茲別克有兩次打入爭奪亞洲區第五名的附加賽，兩次都不幸落敗。
第一次是2006年世界杯外圍賽，當時他們與巴林爭奪亞洲區第五名出席附加賽資格，烏茲別克首場主場勝1-0，但由於賽事中烏茲別克指球證處理他們主射的一記十二碼罰球有所失誤，令他們無法擴大領先優勢，要求國際足協重新判定賽果。國際足協接受烏茲別克的申訴，但決定將這場比賽賽果作廢，兩隊再賽一場，結果重賽中烏茲別克只能與巴林賽和1-1，反而令原先領先的賽果被抹掉，次回合烏茲別克只能與巴林打和0-0，結果烏茲別克也因作客入球優惠被巴林淘汰。
第二次是2014年世界杯外圍賽，烏茲別克在首輪分組賽力壓日本及北韓兩支2010年世界杯決賽周球隊，以小組首名晉身亞洲區外圍賽最後十強賽。在十強分組賽，烏茲別克僅以得失球差落後於同分的南韓而屈居小組第三名，要與另一組第三名約旦爭奪亞洲區第五名出席跨洲附加賽資格，結果主客兩回合皆打成1-1平手，須要以互射十二碼決定勝負，雙方進入突然死亡階段，最後烏茲別克以8-9飲恨出局。
2018年世界盃外圍賽，烏茲別克在第二輪首戰就爆冷2：4不敵北韓，但之後七戰全勝，晉級第三輪。在第三輪前五場僅有兩場主場不敵伊朗和客場1：2輸給南韓，其餘三戰全勝，本來大有機會晉級，但客場不敵伊朗被對手雙殺，之後作客被中國和敘利亞絕殺，僅擊敗卡達和打平南韓，結果跟敘利亞同分，兩隊都兩分之差落後南韓，喪失直接出線資格，只能拼晉級第四輪對澳洲，最後烏茲別克少對手敘利亞淨勝球2顆，無緣第四輪，飲恨出局。
2022年世界盃外圍賽，烏茲別克如上屆一樣，在第二輪首戰就吃敗仗，爆冷以0-2不敵巴勒斯坦國，之後主客兩場皆敗給沙特阿拉伯，雖然烏茲別克在其餘外圍賽取得全勝而獲得小組次名，但因為失分太多而未能成為五支小組最佳次名球隊，喪失晉級第三圈外圍賽資格。這是烏茲別克首次未能晉級至世界盃亞洲區外圍賽第三圈。┌
烏茲別克在2011年亞洲杯足球賽表現出色，首次晉身四強，卻以0：6慘敗澳洲，最後在季軍戰2：3不敵南韓得第四名，成為他們參與亞洲杯以來最好的成績。2015年亞洲盃烏茲別克亦打入最後八強，結果加時以0-2敗給南韓出局。2019年亞洲盃，打進十六強賽的烏茲別克在互射十二碼不敵上屆冠軍澳洲出局。2023年亞洲盃，烏茲別克再次打進最後八強，但再次在互射十二碼不敵衛冕球隊卡塔爾出局。
2026年世界盃亞洲區外圍賽，烏茲別克在第二圈與伊朗一同晉級第三圈。在第三圈外圍賽烏茲別克再與伊朗同組，烏茲別克最後力壓同組兩個波斯灣國家阿聯酋和卡塔爾，再與伊朗一同取得首兩名晉級世界杯資格，球隊歷史上首次晉身世界杯決賽周。

## 世界盃成績
| 年份   | 成績           | 外圍賽紀錄     | 外圍賽紀錄     | 外圍賽紀錄     | 外圍賽紀錄     | 外圍賽紀錄     | 外圍賽紀錄     |
| 年份   | 成績           | 賽             | 勝             | 和             | 負             | 入球           | 失球           |
| ------ | -------------- | -------------- | -------------- | -------------- | -------------- | -------------- | -------------- |
| 1930年 | 苏联的一部分   | 苏联的一部分   | 苏联的一部分   | 苏联的一部分   | 苏联的一部分   | 苏联的一部分   | 苏联的一部分   |
| 1934年 | 苏联的一部分   | 苏联的一部分   | 苏联的一部分   | 苏联的一部分   | 苏联的一部分   | 苏联的一部分   | 苏联的一部分   |
| 1938年 | 苏联的一部分   | 苏联的一部分   | 苏联的一部分   | 苏联的一部分   | 苏联的一部分   | 苏联的一部分   | 苏联的一部分   |
| 1950年 | 苏联的一部分   | 苏联的一部分   | 苏联的一部分   | 苏联的一部分   | 苏联的一部分   | 苏联的一部分   | 苏联的一部分   |
| 1954年 | 苏联的一部分   | 苏联的一部分   | 苏联的一部分   | 苏联的一部分   | 苏联的一部分   | 苏联的一部分   | 苏联的一部分   |
| 1958年 | 苏联的一部分   | 苏联的一部分   | 苏联的一部分   | 苏联的一部分   | 苏联的一部分   | 苏联的一部分   | 苏联的一部分   |
| 1962年 | 苏联的一部分   | 苏联的一部分   | 苏联的一部分   | 苏联的一部分   | 苏联的一部分   | 苏联的一部分   | 苏联的一部分   |
| 1966年 | 苏联的一部分   | 苏联的一部分   | 苏联的一部分   | 苏联的一部分   | 苏联的一部分   | 苏联的一部分   | 苏联的一部分   |
| 1970年 | 苏联的一部分   | 苏联的一部分   | 苏联的一部分   | 苏联的一部分   | 苏联的一部分   | 苏联的一部分   | 苏联的一部分   |
| 1974年 | 苏联的一部分   | 苏联的一部分   | 苏联的一部分   | 苏联的一部分   | 苏联的一部分   | 苏联的一部分   | 苏联的一部分   |
| 1978年 | 苏联的一部分   | 苏联的一部分   | 苏联的一部分   | 苏联的一部分   | 苏联的一部分   | 苏联的一部分   | 苏联的一部分   |
| 1982年 | 苏联的一部分   | 苏联的一部分   | 苏联的一部分   | 苏联的一部分   | 苏联的一部分   | 苏联的一部分   | 苏联的一部分   |
| 1986年 | 苏联的一部分   | 苏联的一部分   | 苏联的一部分   | 苏联的一部分   | 苏联的一部分   | 苏联的一部分   | 苏联的一部分   |
| 1990年 | 苏联的一部分   | 苏联的一部分   | 苏联的一部分   | 苏联的一部分   | 苏联的一部分   | 苏联的一部分   | 苏联的一部分   |
| 1994年 | 非國際足總成員 | 非國際足總成員 | 非國際足總成員 | 非國際足總成員 | 非國際足總成員 | 非國際足總成員 | 非國際足總成員 |
| 1998年 | 外圍賽出局     | 14             | 6              | 4              | 4              | 33             | 21             |
| 2002年 | 外圍賽出局     | 14             | 7              | 3              | 4              | 33             | 19             |
| 2006年 | 外圍賽出局     | 14             | 6              | 5              | 3              | 24             | 15             |
| 2010年 | 外圍賽出局     | 16             | 8              | 1              | 7              | 33             | 17             |
| 2014年 | 外圍賽出局     | 18             | 11             | 5              | 2              | 28             | 9              |
| 2018年 | 外圍賽出局     | 18             | 11             | 1              | 6              | 26             | 14             |
| 2022年 | 外圍賽出局     | 8              | 5              | 0              | 3              | 18             | 9              |
| 2026年 | 晉級           | 16             | 10             | 5              | 1              | 27             | 11             |
| 總結   |                | 118            | 64             | 24             | 30             | 222            | 115            |

## 亞洲盃成績
| 年份   | 最佳成績 | 場數 | 勝 | * | 負 | 球 | 失球 |
| ------ | -------- | ---- | -- | - | -- | -- | ---- |
| 1992年 | 未能晉級 | -    | -  | - | -  | -  | -    |
| 1996年 | 第一轮   | 3    | 1  | 0 | 2  | 3  | 6    |
| 2000年 | 第一轮   | 3    | 0  | 1 | 2  | 2  | 14   |
| 2004年 | 八強     | 4    | 3  | 1 | 0  | 5  | 2    |
| 2007年 | 八强     | 4    | 2  | 0 | 2  | 10 | 4    |
| 2011年 | 殿军     | 6    | 3  | 1 | 2  | 10 | 13   |
| 2015年 | 八強     | 4    | 2  | 0 | 2  | 5  | 5    |
| 2019年 | 十六強   | 4    | 2  | 1 | 1  | 7  | 3    |
| 2023年 | 八強     | 5    | 2  | 3 | 0  | 7  | 3    |
| 總結   | 8/18     | 33   | 15 | 6 | 11 | 49 | 48   |

## 现役球员
| 號碼 | 位置 | 球員姓名                                | 出生日期（年齡） | 出賽 | 入球 | 效力球會         |
| ---- | ---- | --------------------------------------- | ---------------- | ---- | ---- | ---------------- |
| 1    |      | 阿卜杜沃赫德·内马托夫                   | 2001年3月20日    | 6    | 0    | 拿薩夫           |
| 12   |      | 乌特基尔·尤苏波夫                       | 1991年1月4日     | 13   | 0    | 纳曼干新春       |
| 21   |      | 瓦利洪·拉希莫夫                         | 1995年2月16日    | 1    | 0    | AGMK             |
|      |      |                                         |                  |      |      |                  |
| 2    | 后卫 | 阿里貝克·达夫罗诺夫                     | 2002年12月28日   | 1    | 0    | 拿薩夫           |
| 3    | 后卫 | Khojiakbar Alijonov                     | 1997年4月19日    | 23   | 0    | 塔什干棉农       |
| 4    | 后卫 | 伊布罗希姆哈利勒·尤尔多谢夫             | 2001年2月14日    | 14   | 1    | 下诺夫哥罗德     |
| 5    | 后卫 | 鲁斯塔姆·阿舒尔马托夫                   | 1996年7月7日     | 23   | 0    | 喀山红宝石       |
| 13   | 后卫 | 甘地·纳斯鲁拉                           | 1998年7月23日    | 7    | 0    | 拿薩夫           |
| 15   | 后卫 | 乌马尔·艾什木拉多夫                     | 1992年11月30日   | 13   | 0    | 拿薩夫           |
| 16   | 后卫 | Saidazamat Mirsaidov                    | 2001年7月19日    | 0    | 0    | 奥林匹克塔什干   |
| 18   | 后卫 | 阿卜杜拉·阿布杜拉耶夫                   | 1997年9月1日     | 9    | 0    | AGMK             |
| 23   | 后卫 | 赫斯尼丁·阿里奎罗夫                     | 1999年4月4日     | 12   | 0    | 拿薩夫           |
|      |      |                                         |                  |      |      |                  |
| 6    | 中場 | 阿齐兹·加尼耶夫                         | 1998年2月22日    | 11   | 0    | 青年國民杜拜     |
| 7    | 中場 | 奥塔贝克·舒库罗夫                       | 1996年6月22日    | 52   | 3    | 法蒂赫卡拉古拉克 |
| 8    | 中場 | 賈姆什德·伊斯坎德羅夫                   | 1993年10月16日   | 25   | 3    | 纳曼干新春       |
| 9    | 中場 | 奥季利延·哈姆罗别科夫                   | 1996年2月13日    | 33   | 0    | 塔什干棉农       |
| 10   | 中場 | 贾洛利丁·马沙里波夫                     | 1993年9月1日     | 46   | 9    | 艾納斯           |
| 11   | 中場 | 奥斯通·乌鲁诺夫                         | 2000年12月19日   | 10   | 2    | 纳曼干新春       |
| 17   | 中場 | 萨尔多尔·萨比尔克德加耶夫               | 1994年9月6日     | 14   | 0    | =塔什干棉农      |
| 19   | 中場 | 阿齐茨贝克·图尔冈博夫                   | 1994年10月1日    | 19   | 1    | =塔什干棉农      |
|      |      |                                         |                  |      |      |                  |
| 14   | 前鋒 | 埃爾多爾·肖穆羅多夫（Eldor Shomurodov） | 1995年6月29日    | 63   | 34   | 斯佩齊亞         |
| 20   | 前鋒 | 贾苏尔贝克·亚赫希博耶夫                 | 1997年6月24日    | 5    | 1    | 纳曼干新春       |
| 22   | 前鋒 | 博比尔·阿卜杜霍利科夫                   | 1997年4月23日    | 5    | 0    | 奧達巴斯         |

## 著名球員
- 沙斯基克
- 澤圖拉耶夫
- 弗拉基米尔·希舍洛夫
- 伊戈尔·谢尔盖耶夫
- 奧季爾·艾哈邁多夫
- 埃爾多爾·肖穆羅多夫